# Aquae in Mauretania
Aquae in Mauretania (łac. Diocesis  Aquensis in Mauretania) – stolica historycznej diecezji we Cesarstwie rzymskim w prowincji Mauretania Cezarensis, zlikwidowana w VII w. podczas ekspansji islamskiej, współcześnie w północnej Algierii. Obecnie katolickie biskupstwo tytularne. 

## Biskupi tytularni
| Lp. | Biskup                          | Funkcja                                 | Od               | Do                  |
| --- | ------------------------------- | --------------------------------------- | ---------------- | ------------------- |
| 1   | Bruno Maldaner                  | biskup pomocniczy São Paulo (Brazylia)  | 15 kwietnia 1966 | 27 maja 1971        |
| 2   | Jean Orchampt                   | biskup pomocniczy Montpellier (Francja) | 14 czerwca 1971  | 5 lipca 1974        |
| 3   | Cándido Rubiolo                 | biskup pomocniczy Kordoby (Argentyna)   | 4 września 1974  | 15 kwietnia 1977    |
| 4   | Rodolfo Bufano                  | biskup pomocniczy San Justo (Argentyna) | 16 maja 1978     | 27 marca 1980       |
| 5   | Ferdinand Joseph Fonseca        | biskup pomocniczy Bombaju (Indie)       | 28 marca 1980    | 2 października 2015 |
| 6   | Pedro Manuel Salamanca Mantilla | biskup pomocniczy Bogoty (Kolumbia)     | 7 listopada 2015 | 21 kwietnia 2022    |
| 7   | Baldassarre Reina               | biskup pomocniczy Rzymu                 | 27 maja 2022     | 7 grudnia 2024      |
| 8   | Filippo Ciampanelli             | urzędnik Kurii Rzymskiej                | 12 stycznia 2025 |                     |